# Ättestupa

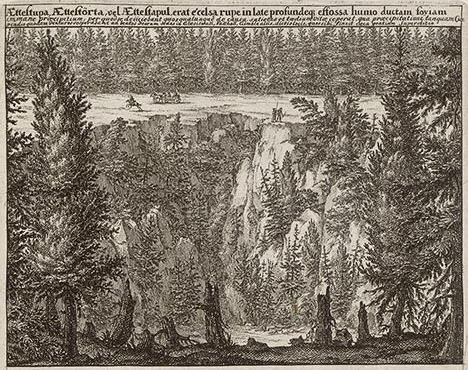
Ättestupa en Västergötland ilustrada por Willem Swidde en Erik Dahlbergh, Suecia antiqua et hodierna (1705).

Ättestupa (término escandinavo para precipicio del clan) es un término asociado a múltiples precipicios en Suecia, Noruega e Islandia.
El nombre presuntamente hace referencia a rituales senicidas de la prehistoria nórdica, en los que las personas ancianas se suicidaban o eran arrojadas cuando eran incapaces de sobrevivir por sí solas.

## Historia del término
El senicidio y suicidio en precipicios se menciona en varias fuentes clásicas. como la descripción de los ligures en el Paradoxographus Vaticanus y la descripción de Procopio de los hérulos del siglo VI d. C. Solino dijo de los felices hiperbóreos del polo norte que el clima era tan sano que no morían sino que eran arrojados por un precipicio al mar.
El término ättestupa fue usado en Suecia desde el siglo XVII inspirándose en la saga islandesa Gautreks saga, en parte ambientada en la región sueca de Götaland. La saga contiene un episodio cómico conocido como Dalafíflaþáttr ('la historia del necios de los valles') en el que una familia es tan mísera que prefieren el suicidio a tener que proporcionar hospitalidad. En este cuento, los miembros de la familia se suicidan en un acantilado llamado el Ættarstapi o Ætternisstapi ("precipicio del clan"), palabra que no recoge ninguna otra saga. Gautreks Saga se hizo popular en Suecia en 1664, cuándo una edición traducido al sueco moderno fue publicada por Olaus Verelius. Ello parece haber inspirado a estudiosos suecos de los siglos XVII-XIX a etiquetar varios acantilados con el nombre ättestupa. El lingüista sueco Adolf Noreen empezó cuestionar el mito a finales del siglo XIX, y la visión generalmente aceptada entre los investigadores actuales es que la práctica de suicidio nunca existió. Varios nombres derivados de la saga continúan sin embargo existiendo en Suecia.
El término ättestupa ha sido utilizado a menudo en tiempos modernos en contextos políticos como referencia a la ausencia de un estado del bienestar suficiente para los jubilados. En la década de 1960, la comedia radiofónica sueca Mosebacke Monarki usó ättestupa, abreviado como ÄTP, como burla de la ATP, la pensión estatal.
La 2016 serie cómica Norsemen mostró a un grupo de ancianos reticentes ante el ritual. La película de horror de 2019 Midsommar de Ari Aster usó el término para describir una tradición ficticia en la que miembros de un culto antiguo se arrojaban ritualmente de un acantilado a la edad de 72 años.

## Ubicaciones
Se han considerado como Ättestupas los siguientes emplazamientos:
- El precipicio Ättestupan del parque Keillers en Göteborg.
- Una parte del pueblo de Åpor en Norrköping era conocido como Ättetorp y un precipicio en un bosque cercano era llamado Ättestupan.
- Los precipicios en Vargön cerca del lago Vristulven en Västergötland.
- Ättestupeberget en Långared (Alingsås, Västergötland) (RT 90: X=6431606, Y=1297860)[9]
- Ättestupan en Västra Tunhem (Vänersborgs, Västergötland) (RT 90: X=6474997, Y=1301199)
- Kullberget en Hällefors (Örebro), conocido localmente como "ättestupan".
- Una ubicación entre Olofström y Gaslunda, cerca del lago Orlunden.
- Las caras occidentales del acantilado de Omberg en Östergötland.